# Cangati
O cangati (Trachelyopterus striatulus) é uma espécie de peixe sul-americano de água doce. Seu nome provém do tupi antigo, significando cabeça (akanga) pontuda, ou de bico (tĩ).